# Canción para mañana
«Canción para mañana» es una canción de la banda chilena Los Bunkers. Fue escrita por los hermanos Durán para su tercer álbum de estudio La culpa. Se lanzó como sencillo en diciembre de 2003 como el segundo del álbum y alcanzó el séptimo puesto en Chile. El tema abre el álbum porque según sus integrantes es la que mejor resume el disco. Junto con La exiliada del sur son las únicas dos canciones de la banda que cantan los tres integrantes Álvaro, Francisco y Mauricio.

## Información
| «Odié los uniformes los verdugos de cuartel la lucha lleva a cuesta la esperanza del atardecer» Extracto de «Canción para mañana» |

El tema fue compuesto a 30 años de la Golpe militar chileno lo que describe el sentimiento de tristeza y rabia por las cosas que pasaron "ayer" y las promesas eternas (de los políticos, de justicia, etc.) que se escuchan cada nuevo día, cada "mañana".
En su presentación en el Festival Internacional de Viña del Mar de 2012 la canción fue dedicada a los estudiantes chilenos. Mauricio Durán presentó el tema y se lo dedicó especialmente a los alumnos del Liceo de Aplicación que se encontraban en toma.

## Recepción
La canción tuvo una gran recepción llegando al puesto n° 7 en Chile. Es considera por los integrantes y por la prensa como la mejor canción de Los Bunkers.
El cantante chileno Manuel García para una entrevista sobre los 10 años del disco dijo sobre la canción:

"Canción para mañana, yo la escuché cuando estaba barriendo el patio de un departamento interior que arrendaba. Y sale esto en la radio y me emocioné muchísimo. Sentía que me estaba cantando la Cordillera de los Andes. (...) Sentía que estaba cristalizada una emoción de Chile que nosotros sentíamos de tantos años; no era una solemnidad revisionista, sino una visión fresca, joven y aguerrida".

### Posicionamiento en listas
| Lista                       | Posición |
| --------------------------- | -------- |
| Chile (Chile Singles Chart) | 7        |

### Reconocimientos
| Publicación | País  | Lista                                                   | Año  | Posición |
| ----------- | ----- | ------------------------------------------------------- | ---- | -------- |
| Fotech      | Chile | Las 150 mejores canciones chilenas de todos los tiempos | 2013 | 21       |

## Video musical
El video fue filmado por Paula Sandoval, con imágenes de una presentación en vivo.

## Créditos
Los Bunkers
- Álvaro López – Voz principal
- Francisco Durán – Voz principal, Guitarra eléctrica
- Mauricio Durán – Voz principal, Piano Fender Rhodes, Tiple
- Gonzalo López – Bajo eléctrico
- Mauricio Basualto – Batería

Ingeniería y masterización
- Chalo González: Ingeniería de sonido

## En cultura popular
- Es parte de la banda sonora de la película chilena de 2013, Barrio universitario.
- Manuel García y Pedro Aznar hicieron un cover en 2019 de esta canción en su álbum “Abrazo de hermanos”

## Incluido en
Además del disco La culpa, la canción aparece en los siguientes discos:
Discos en vivo
- 2006: En vivo

Discos recopilatorios
- 2007: Singles 2001-2006
- 2008: Grandes éxitos